# Loubejac
Loubejac (okzitanisch Lobejac) ist ein Ort und eine südwestfranzösische Gemeinde (commune) in der alten Kulturlandschaft des Périgord mit 256 Einwohnern (Stand 1. Januar 2022) im Département Dordogne in der Region Nouvelle-Aquitaine.

## Lage
Loubejac ist die südlichste Gemeinde im Département Dordogne. Sie liegt in einer Höhe von ca. 260 m ü. d. M. etwa 50 Kilometer (Fahrtstrecke) südwestlich von Sarlat-la-Canéda; der Kantonshauptort Villefranche-du-Périgord befindet sich nur etwa fünf Kilometer nördlich.

## Bevölkerungsentwicklung
| Jahr      | 1968 | 1975 | 1982 | 1990 | 1999 | 2006 | 2012 |
| Einwohner | 283  | 280  | 253  | 234  | 233  | 249  | 273  |

Im 19. Jahrhundert lag die Einwohnerzahl der Gemeinde zwischen 600 und 950 Personen. Die Reblauskrise im Weinbau und der Verlust von Arbeitsplätzen infolge der Mechanisierung der Landwirtschaft führten seitdem zu einem kontinuierlichen Rückgang der Bevölkerung bis auf die Tiefststände in den 1990er Jahren.

## Wirtschaft
Die über Jahrhunderte zum Zweck der Selbstversorgung betriebene Landwirtschaft ist auch heute noch von großer ökonomischer Bedeutung für die Gemeinde. Der ehemals auch hier betriebene Weinbau ist jedoch nach der Reblauskrise gänzlich aufgegeben worden; Tabak und Mais sind ebenfalls auf dem Rückzug – stattdessen dominieren im Périgord Noir Wälder, Felder und Weiden, aber auch Walnuss-, Esskastanien- und Obstbäume die Region. Auch Gänseleberpastete und Trüffel zählen zu den regionalen Spezialitäten. Einige leerstehende Häuser werden als Ferienwohnungen (gîtes) vermietet.

## Sehenswürdigkeiten
- Die dem heiligen Petrus in Ketten geweihte Pfarrkirche Saint-Pierre-ès-Liens ist ein einschiffiger romanischer Bau des ausgehenden 12. Jahrhunderts, dem jedoch – nach den Wirrnissen des Hundertjährigen Krieges – im 17. Jahrhundert ein neuer turmbekrönter Westbau mit durch mächtige gestufte Strebepfeiler stabilisierten Ecken vorgesetzt wurde, der in Zeiten der Bedrohung durch räuberische Banden oder marodierende Soldaten einem Teil der Einwohner Schutz bieten konnte. Eine in einem runden Treppenturm auf der Südseite befindliche Wendeltreppe (vis) führt auf eine Empore mit einem steinernen Kamin. Das Innere der Kirche beherbergt ein polychromiertes Prozessionskreuz aus dem 18. Jahrhundert. Der Kirchenbau wurde bereits im Jahr 1948 als Monument historique[1] eingestuft.

Umgebung
- Das möglicherweise dem Templer- bzw. dem Johanniterorden gehörende Château de Sermet stammt ursprünglich aus dem 14. Jahrhundert (donjon); es wurde jedoch im 16. Jahrhundert ausgebaut und dem Zeitgeschmack angepasst.